# .22 Savage Hi-Power
El .22 Savage Hi-Power fue creado por Charles Newton e introducido por Savage Arms en 1912 para ser utilizado en el rifle Savage 99. Newton se basó en el casquillo del .25-35 Winchester para alojar un proyectil de .227/.228 pulgadas de diámetro. Cargado originalmente con una bala de 70 granos que genera una velocidad de salida de aproximadamente 2790 pies por segundo.

## Historia y descripción

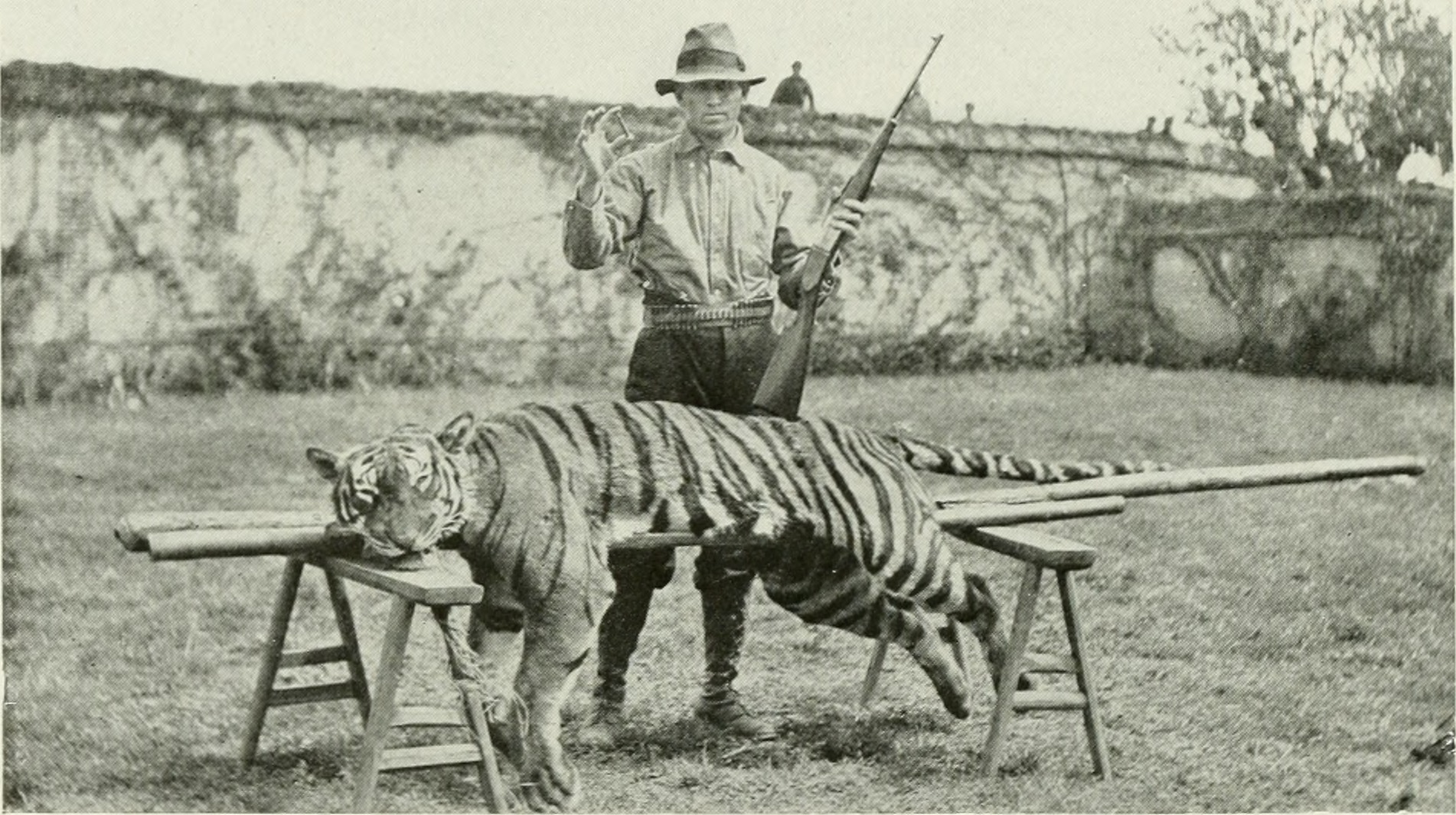
Tigre de 400 libras cazado por Reverendo H. R. Caldwell con un Savage Modelo 99 calibre .22 Savage Hi-Power

El .22 Savage  era relativamente veloz para su época y la energía generada atribuida a la alta velocidad de salida lo hizo popular para la caza de incluso animales peligrosos como los tigres. Reverendo H. R. Caldwell Utilizó su .22 Savage Hi Power para cazar tigres de 400 libras en China. El famoso cazador de elefantes, W. D. M. Bell utilizó un .22 Savage Hi-Power para cazar búfalos de Cabo en África Del oeste en los años 1920s, y reportó en sus artículos de revista que el cartucho era popular en aquel tiempo para cazar ciervos rojos en Escocia. Pero cayó en popularidad con el tiempo por ser un calibre ligero y con la aparición de otros .22 de fuego central de mayor rendimiento como el .220 Swift, y el .223 Remington en el los años1960, cuando el cartucho fue considerado obsoleto. Hoy  está considerado como un cartucho para la caza de alimañas.
Desde el 2007, el .22 Savage Hi-Power ya no se produce en los Estados Unidos. En Europa, el .22 Savage Hi-Power se conocido como el "5.6×52mmR", y es todavía producido por RWS, Norma, Sellier & Bellot y exportado al mercado de EE. UU.

## Galería

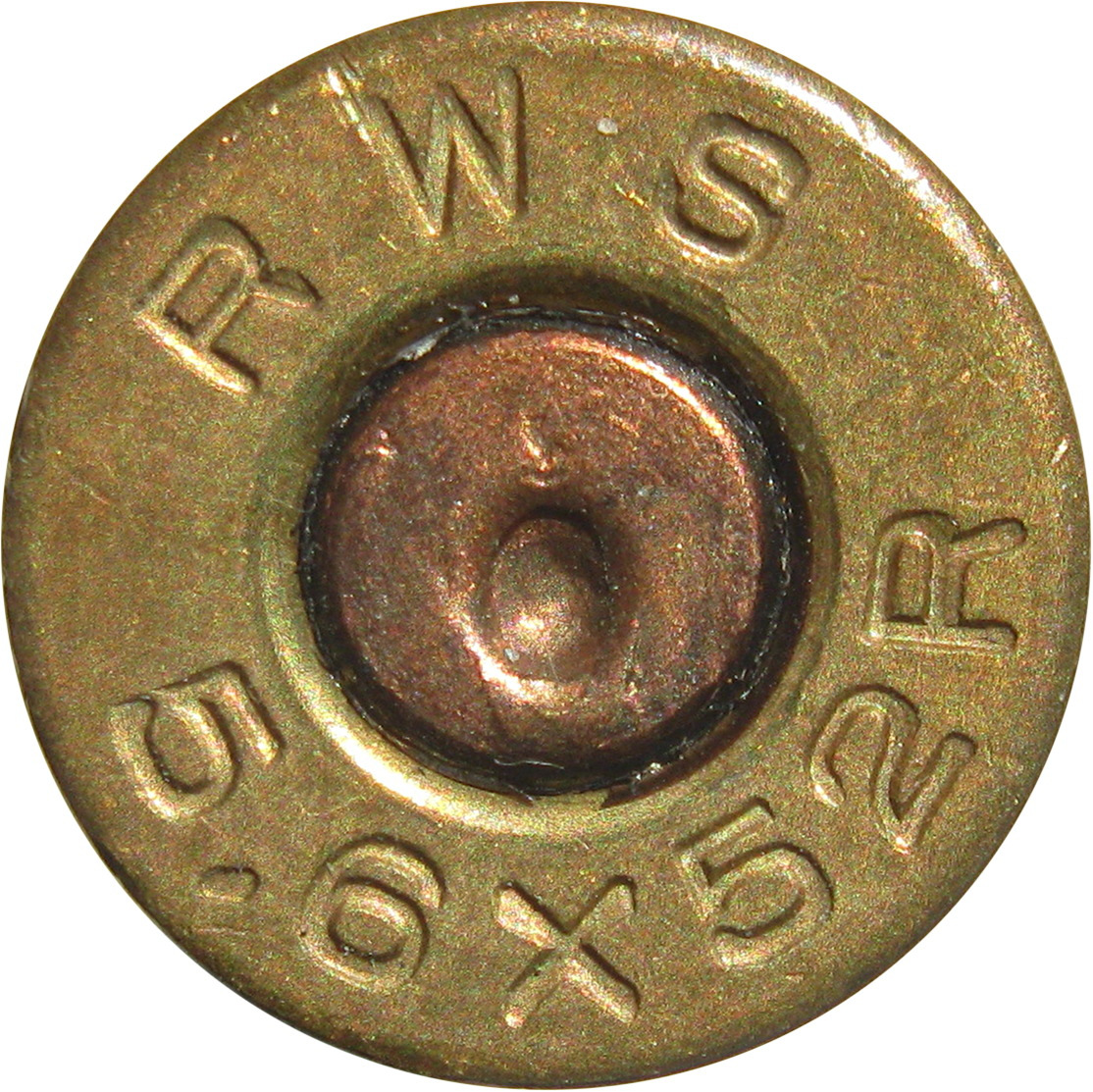
RWS 5,6x52R base de cartucho